# اسبرانس غانم
اسبرانس غانم هي صحفية ومذيعة لبنانية.

## حياتها الشخصية والمهنية
بدأت العمل منذ 2003 في صحيفة صدى البلد حتى انتقلت إلى قناة أو تي في عند افتتاحها عام 2007.
متزوجة من شخص من آل قهوجي ولديها 3 أطفال (جورجيو، ماتيو، جوناس).